# Z (バンド)
Z（ゼット）は、長戸大幸がプロデュースする男性3人組ロックバンド。株式会社XY所属。

## 来歴
ビーイング（現B ZONE）創設者の長戸大幸とAZ(アズ)で、音楽会社株式会社XYを2023年8月4日設立。

“AIが支配する近未来のデストピアに現れたダークヒーロー”をコンセプトに、アルファベットのラストを飾る『Z』を取ってバンド名が付けられた。
2023年10月6日、7日にマレーシアで行われた「The 1st Sheng Tai “City of Hope” Japan Anime Song Festival 2023」でデビュー。

## メンバー
| 名前                  | 担当             |
| --------------------- | ---------------- |
| AZ （あず）           | ギター 作曲 作詞 |
| K-SUKE （けいすけ）   | ボーカル         |
| YUJIRO （ゆうじろう） | ボーカル         |